# گبزاتل
گبزاتل (به آلمانی: Gebsattel) یک شهر در آلمان است که در آنسباخ واقع شده‌است.